# ۸۷۸ (میلادی)
۸۷۸ (میلادی) هشتصد و هفتاد و هشتمین سال تقویم میلادی است.

## درگذشتگان
‎